# Alxa
Alxa is een unie en een van de 12 bestuurlijk districten en drie ligas van Binnen-Mongolië. Het grenst aan Mongolië in het noorden, Bayan Nur in het noordoosten, Wuhai en Ordos in het oosten, Ningxia in het zuidoosten, en Gansu in het zuiden en westen. De hoofdstad is Bayan Hot (oude naam: 定远营 Dingyuanying) in Alxa Linker Vlag.

## Etnische onderverdeling
Volgens een volkstelling in 2000 telde het gebied 196.279 inwoners. Alxa is het dunst bevolkte gebied in Binnen-Mongolië.
| Etnische groep | Inwoners | Percentage |
| -------------- | -------- | ---------- |
| Han-Chinezen   | 140.900  | 71,79%     |
| Mongolen       | 44.630   | 22,74%     |
| Hui            | 9.331    | 4,75%      |
| Mantsjoes      | 952      | 0,49%      |
| Tibetanen      | 146      | 0,07%      |
| Tu             | 68       | 0,03%      |
| Daur           | 67       | 0,03%      |
| Overige        | 185      | 0,09%      |

## Administratieve onderverdeling
Alxa is onderverdeeld in drie vlaggen
- Alxa Linker Vlag (阿拉善左旗), 80.412 km², 140.000 inwoners (2004), administratief centrum: Bayan Hot (巴彦浩特镇);
- Alxa Rechter Vlag (阿拉善右旗), 72.556 km², 20.000 inwoners (2004), administratief centrum: Ehen Hudug (额肯呼都格镇);
- Ejin-Vlag (额济纳旗), 114.606 km², 20.000 inwoners (2004), administratief centrum: Dalai Hub (达来呼布镇).